# Cooper DeJean
Pour les articles homonymes, voir Cooper.
(en) Statistiques sur pro-football-reference
Cooper DeJean, né le 9 février 2003 à Sioux Falls dans le Dakota du Sud, est un sportif professionnel de football américain jouant au poste de cornerback pour la franchise des Eagles de Philadelphie en National Football League (NFL) depuis la saison 2024.
Il a joué au niveau universitaire pendant trois saisons (2021-2023) dans la NCAA Division I FBS pour les Hawkeye de l'université de l'Iowa et est ensuite sélectionné en 40e choix lors de la draft 2024 de la NFL par les Eagles avec qui il remporte le Super Bowl LIX lors de son année rookie.

## Biographie

### Jeunesse
DeJean grandit à Odebolt dans l'Iowa, une ville agricole d'approximativement 920 habitants. Il étudie à la OA-BCIG, une école consolidée située à Ida Grove dans l'Iowa. Il y joue au football américain au poste de quarterback et de defensive back et établit de nombreux records de son lycée,. En tant que senior, il gagne 3 447 yards à la passe et inscrit 35 touchdowns ainsi que 1 235 yards et 24 touchdowns supplémentaires à la course. DeJean est ainsi désigné meilleur joueur de l'année par Adidas, obtenant également une sélection pour le All-American Bowl 2021 (en).
Lors de la finale 2020 du championnat de l'État de l'Iowa remportée par OABCIG face à Van Meter, DeJean réalise plusieurs actions marquantes. En l'espace de deux minutes, il bloque une conversion de touchdown à un point, inscrit le touchdown égalisateur à la suite d'une course de 4 yards et, à la suite d'un fumble de Van Meter sur le coup d'envoi qui a suivi, inscrit le touchdown décisif à la suite d'une course de 19 yards que le Des Moines Register a comparé à celui inscrit par Bo Jackson à l'occasion du Tecmo Bowl. Le match a été diffusé dans les cinémas et établissements locaux des cinq villes rurales qui alimentent le lycée OABCIG   ,.
DeJean joue également au basket-ball, au baseball et pratique l'athlétisme au lycée. En basket-ball, ses 1 832 points en carrière le placent, sur la liste des meilleurs marqueurs de tous les temps de l'État, derrière T. J. Hockenson (tight end de l'Iowa et joueur NFL) et 55 points devant le Harrison Barnes (joueur de la première équipe Parade All-American (en) et de NBA). Ses 218 interceptions le placent sur la liste des meilleurs marqueurs de tous les temps de l'État, huit points devant Marcus Paige.
En athlétisme, DeJean a réalisé le 100 mètres le plus rapide de tous les coureurs de l'État au cours de sa dernière année lycéenne et, au moment de l'obtention de son diplôme de fin d'études secondaires, il détenait le sixième meilleur saut en longueur de l'histoire de l'État.
Malgré ses exploits athlétiques et son statut de potentielle recrue quatre étoiles, DeJean ne reçoit que peu d'offres de bourses. Il décide de jouer en défense pour les Hawkeyes de l'Iowa plutôt que quarterback pour les Jackrabbits de South Dakota State,.

### Carrière universitaire
DeJean joue pendant quatre saisons pour les Hawkeyes de l'Iowa dans la NCAA Division I Football Bowl Subdivision (FBS) (2021-2023).
En tant que true freshman en 2021, DeJean dispute sept matchs, principalement en équipes spéciales, réussissant un total de quatre plaquages,. Il devient titulaire lors de sa deuxième année en 2022,. DeJean joue au poste de cornerback, cash (un poste hybride de linebacker/safety),[15] et punt returner pour les Hawkeyes en 2022, en plus de jouer safety pendant la pré-saison. Contre Wisconsin, DeJean montre sa polyvalence, interceptant une passe de Graham Mertz (en) et la retournant en touchdown sur 32 yards, enregistrant 10 plaquages, forçant un fumble, arrêtant un punt de son équipe à un yard de la ligne adverse et retournant quatre punts pour 82 yards et mettant en place un court drive de touchdown de l'Iowa. Au cours des trois quarts-temps, DeJean surpassait l'attaque des Hawkeyes. DeJean a été désigné MVP du Music City Bowl 2022 après y avoir effectué 7 plaquages, un retour d'interception de 14 yards pour un touchdown et un retour de trois punts pour un total de 42 yards.
Au cours de la saison 2023, DeJean joue de nouveau un rôle crucial dans le succès de l'Iowa. Les Hawkeyes avaient une attaque historiquement médiocre, mais les équipes spéciales et la défense les ont maintenus dans le coup pour remporter des matchs. DeJean n'a pas été autant ciblé, mais a enregistré trois interceptions. Il n'a permis que 22 réceptions et aucun touchdown au cours de la saison. DeJean a été actif lors des retours, y compris le retour gagnant de 70 yards à trois minutes de la fin du match contre Michigan State et un retour refusé de 54 yards contre son rival Minnesota, qui aurait permis à Iowa de mener. L'appel de l'arbitre pour une réception non valide a provoqué une controverse considérable et a donné lieu à une conférence téléphonique explicative impliquant le personnel d'arbitrage de la conférence Big Ten et de la NCAA. DeJean se blesse à la jambe à la mi-novembre et manque le reste de la saison. Il est reconnu joueur All-American par consensus unanime, meilleur défensive back et meilleur returner de la saison en conférence Big Ten. DeJean a été finaliste pour le Bronko Nagurski Trophy et le Jim Thorpe Award.
Il se déclare candidat à la draft 2024 de la NFL après la saison 2023. Le coordinateur défensif et entraîneur des defensive backs de l'Iowa, Phil Parker, a déclaré à son sujet : « Je n'ai pas vu Nile Kinnick jouer, mais il pourrait être le Nile Kinnick des temps modernes. ».

### Carrière professionnelle
DeJean est sélectionné en 40e choix global lors du 2e tour de la draft 2024 de la NFL par la franchise des Eagles de Philadelphie.
DeJean devient titulaire au poste de nickelback pour la première fois de sa carrière professionnelle lors du match de la 6e semaine de la saison 2024 contre les Browns de Cleveland.
Le jour de son 22e anniversaire et lors du deuxième quart-temps du Super Bowl LIX, DeJean intercepte une passe du quarterback Patrick Mahomes qu'il retourne sur 38 yards en touchdown, contribuant ainsi à la victoire des Eagles 40 à 22 contre les Chiefs de Kansas City,. Il s'agit de sa première interception en carrière. DeJean est le premier joueur depuis Steve Van Buren en 1947 à inscrire un touchdown en finale de la NFL le jour de son anniversaire.

## Statistiques
| Année       | Équipe             | Statut      | MJ |       | Plaquages | Plaquages | Plaquages | Plaquages |       | Interceptions | Interceptions | Interceptions | Interceptions |  | Fumbles | Fumbles |
| Année       | Équipe             | Statut      | MJ | Total | Seul      | Ast.      | Sacks     | Nb.       | Yards | Déf.          | TD            | Nb.           | Rec.          |  |         |         |
| 2021        | Hawkeyes de l'Iowa | Fr.         | 07 | 04    | 03        | 01        | 0         | 0         | 0     | 0             | 0             | 0             | 0             |  |         |         |
| 2022        | Hawkeyes de l'Iowa | So.         | 13 | 75    | 56        | 19        | 0         | 5         | 91    | 8             | 3             | 0             | 0             |  |         |         |
| 2023        | Hawkeyes de l'Iowa | Jr.         | 10 | 41    | 26        | 15        | 0         | 2         | 41    | 5             | 0             | 0             | 0             |  |         |         |
| Totaux NCAA | Totaux NCAA        | Totaux NCAA | 30 | 120   | 85        | 35        | 0         | 7         | 132   | 13            | 3             | 0             | 0             |  |         |         |

| Taille                 | Poids           | Bras              | Main             | Sprint   | Sprint   | Sprint   | Shuttle 20 yards | 3 cones drill | Détente         | Détente             | Développé couché | Test Wonderlic |
| Taille                 | Poids           | Bras              | Main             | 40 yards | 10 yards | 20 yards | Shuttle 20 yards | 3 cones drill | verticale       | horizontale         | Développé couché | Test Wonderlic |
| 1,84 m (6 ft 0 1/2 in) | 92 kg (203 lbs) | 79 cm (31 1/8 in) | 24 cm (9 5/8 in) | 4,42 s   | 1,52 s   | 2,58 s   | -                | -             | 98 cm (38,5 in) | 3,15 m (10 ft 4 in) | 16               | -              |

| Année      | Équipe                 | MJ |       | Plaquages | Plaquages | Plaquages | Plaquages |       | Interceptions | Interceptions | Interceptions | Interceptions |  | Fumbles | Fumbles |
| Année      | Équipe                 | MJ | Total | Seul      | Ast.      | Sacks     | Nb.       | Yards | Déf.          | TD            | Nb.           | Rec.          |  |         |         |
| 2024       | Eagles de Philadelphie | 16 | 51    | 38        | 13        | 0,5       | 0         | 0     | 6             | 0             | 1             | 3             |  |         |         |
| Totaux NFL | Totaux NFL             | 16 | 51    | 38        | 13        | 0,5       | 0         | 0     | 6             | 0             | 1             | 3             |  |         |         |

| Année      | Équipe                    | MJ |       | Plaquages | Plaquages | Plaquages | Plaquages |       | Interceptions | Interceptions | Interceptions | Interceptions |  | Fumbles | Fumbles |
| Année      | Équipe                    | MJ | Total | Seul      | Ast.      | Sacks     | Nb.       | Yards | Déf.          | TD            | Nb.           | Rec.          |  |         |         |
| 2024       | Eagles de Philadelphie \| | 4  | 18    | 12        | 6         | 0         | 1         | 38    | 4             | 1             | 0             | 1             |  |         |         |
| Totaux NFL | Totaux NFL                | 4  | 18    | 12        | 6         | 0         | 1         | 38    | 4             | 1             | 0             | 1             |  |         |         |

## Palmarès

### En NCAA
- Reconnu à l'unanimité joueur All-American en 2023 ;
- Désigne meilleur Defensive Back de la saison 2023 dans la conférence Big Ten ;
- Désigne meilleur spécialiste des retours de la saison 2023 dans la conférence Big Ten ;
- Sélectionné dans la 1re équipe de la conférence Big Ten en 2022 et 2023.

### En NFL
- Vainqueur du Super Bowl LIX (saison 2024)
- Sélectionné dans l'équipe des rookies de la saison régulière 2024 par les Pro Footnall Writers of America (en) (PFWA).

## Vie privée
DeJean est chrétien et fils de Jason et Katie DeJean.